# 1959 w informatyce
Kalendarium informatyczne 1959 roku
- Powstały pierwsze komputery wyposażone w tranzystory[1].
- Powstał PDP-1, pierwszy minikomputer[2].
- Arthur Samuel wprowadził termin „uczenie maszynowe”[3].
- Grace Hopper stworzyła język programowania COBOL[4].